# متوسط القيمة المقومة
في الهندسة الكهربية؛ متوسط القيمة المقومة (المعدلة أو الموحدة) (بالإنجليزية: ARV) لكمية ما هو متوسط قيمتها المطلقة، كما أن متوسط القيمة المترددة المتماثلة يساوى صفر ولذلك فإنه غير مفيد في وصفه، ولذلك فإن أسهل طريقة لتحديد حجم قياس كمى هو استخدام متوسط القيمة المقومة، حيث يستخدم متوسط القيمة المقومة في وصف الجهد والتيار المتردد، ويمكن حسابه بقسمة القيمة المطلقة لموجة ما على دورة واحدة كاملة لنفس الموجة .
وبالرغم من أن متوسط القيمة المقومة يكافئ تقريبا جذر متوسط مربع، إلا أنه يختلف عندما تتغير القيمة المطلقة لدالة ما محليا، لأن السابق يزداد على نحو غير متماثل .
ويمكن التعبير عن الاختلاف بواسطة معامل الشكل :
{\displaystyle k_{\mathrm {f} }={\frac {\mathrm {RMS} }{\mathrm {ARV} }}.}